# 小紅門駅 (北京地下鉄)
座標: 北緯39度49分42秒 東経116度27分33秒 / 北緯39.828351度 東経116.459259度
小紅門駅（しょうこうもんえき）とは中華人民共和国北京市朝陽区に位置する北京地下鉄亦荘線の駅である。

## 駅構造
- 島式ホーム1面2線を有する地下駅。[2][3]

## 歴史
- 2010年12月30日 - 開業。

## 隣の駅
北京地下鉄
■亦荘線
肖村駅 - 小紅門駅 - 旧宮駅